# Carlo Lucchesi
Carlo Lucchesi (Trieste, 11 novembre 1927 – Trieste, 15 marzo 2021) è stato un calciatore italiano, di ruolo attaccante.

## Carriera
Ha esordito in Serie A con la maglia della Roma il 2 ottobre 1949 in Fiorentina-Roma (4-1).
Ha giocato in massima serie anche con le maglie di Lucchese (in prestito dalla Roma) e Palermo.